# Klatki
Klatki (dt. Käfige) ist ein animierter Kurzfilm von Mirosław Kijowicz aus dem Jahr 1966.

## Handlung
Ein Mann sitzt in seiner Zelle. Der Wärter erscheint. Er betritt die Zelle und zeigt dem Gefangenen einen Trick mit Dreiecken, die er zu einem Hut formt. Der Gefangene ignoriert ihn. Der Wärter holt weitere Dreiecke in die Zelle und formt aus ihnen ein Gebilde. Der Gefangene sieht es sich an und wird vom Wärter aufgefordert, selbst ein Gebilde zu bauen. Nach einer Weile ist der Gefangene fertig und der Wärter klatscht. Der Gefangene formt ein phantasievolleres Gebilde und der Wärter wandelt das Weiß der Formen in Schwarz um. Der Gefangene stellt seine Version wieder her und es kommt zum Streit, in dessen Folge der Wärter das Gebilde zerschlägt. Anschließend legt er dem Gefangenen Handschellen an und geht.
Der Gefangene beginnt, in seiner Zelle nachzudenken. Es formen sich die Worte Cogito ergo sum sowie die Namen großer Denker und Künstler aller Zeiten. Auch das Wort spirito erscheint. Der Wärter fängt alle Wörter mit einem Kescher ein, selbst Namen wie Sinatra und einzelne Buchstaben. Der Gefangene wird wütend und beginnt, auf eine aus seinem Stuhl geholten Trommel zu schlagen. Der Wärter nimmt sie ihm weg. Auf dem Stuhl stehend will der Gefangene nun sein Zellengitter zersägen, doch nimmt der Wärter die Säge an sich und geht aus der Zelle. Die Säge in der Hand öffnet sich hinter ihm plötzlich eine neue Tür und ein Wärter erscheint. Auch der Raum des Wärters war nur eine Zelle und selbst der Raum des neuen Wärters erweist sich als Zelle, die ein neuer Wärter betritt. Die Zellen- und Wärterräume vervielfältigen sich in rasanter Weise.

## Produktion
Klatki wurde mit einfachen Strichzeichnungen animiert. Kritiker nannten die durch die Käfigstäbe geformten Streifen in Verbindung mit dem Inhalt des Films eine Anspielung auf die Konzentrationslager während der Zeit des Nationalsozialismus. Kijowicz griff in mehreren Kurzfilmen die Kritik an totalitären Systemen auf.

## Auszeichnungen
Klatki gewann 1967 den Grand Prix (später Cristal d’Annecy) des Festival d’Animation Annecy. Auf dem Internationalen Filmfestival von Locarno erhielt er 1967 ein Ehrendiplom. Mirosław Kijowicz wurde im Juni 1967 auf dem Krakowski Festiwal Filmowy mit dem bronzenen Lajkonik für den besten Animationsfilm ausgezeichnet.